# Patrik Husák
Patrik Husák (* 23. dubna 1990, Československo) je český hokejista. Hraje na postu obránce.

## Hráčská kariéra
- 2010/2011 HC Sparta Praha
- 2010/2011 HC Berounští Medvědi
- 2011/2012 HC Sparta Praha
- 2011/2012 HC Berounští Medvědi, HC Slovan Ústí nad Labem
- 2012/2013 HC Sparta Praha
- 2012/2013 HC Stadion Litoměřice
- 2013/2014 HC Stadion Litoměřice
- 2014/2015 LHK Jestřábi Prostějov
- 2015/2016 LHK Jestřábi Prostějov
- 2016/2017 HC Slovan Ústí nad Labem
- 2017/2018 HC Slovan Ústí nad Labem
- 2018/2019 HC Frýdek-Místek
- 2018/2019 HC Oceláři Třinec ELH
- 2019/2020 HC RT TORAX Poruba 2011
- 2020/2021 HC Oceláři Třinec